# Ancona (piroscafo)
L'Ancona era un piroscafo italiano varato nel 1908. Attivo sulla rotta transoceanica tra l'Italia e gli Stati Uniti d'America, fu affondato nel novembre 1915 da un sottomarino tedesco.

## Storia
L'Ancona fu costruito nei cantieri Workman, Clark and Company di Belfast e varato il 19 dicembre 1907. Completato nel febbraio dell'anno successivo, salpò da Genova per il suo viaggio inaugurale il 26 marzo 1908. Fu posto sulla rotta transoceanica Genova-Filadelfia, con scalo a Napoli, Palermo e New York, trasportando migliaia di emigranti dall'Italia agli Stati Uniti d'America.

## Affondamento
Il 6 novembre 1915, quando l'Italia era ormai entrata nella prima guerra mondiale a fianco dell'Intesa, l'Ancona salpò da Napoli per New York. Dopo una sosta a Messina il giorno seguente, la nave riprese la sua navigazione verso l'America con a bordo 446 persone, dei quali 163 erano membri dell'equipaggio. La maggior parte dei viaggiatori erano passeggeri di terza classe, principalmente emigranti italiani (veneti e pugliesi soprattutto) diretti negli Stati Uniti. La mattina dell'8 novembre, mentre l'Ancona navigava nel tratto di Mediterraneo compreso tra la Sicilia, la Sardegna e la Tunisia, fu avvistato dal sottomarino tedesco SM U-38. Quest'ultimo battello, guidato dal comandante Max Valentiner, batteva bandiera austroungarica poiché la Germania non si trovava ancora in guerra con l'Italia. Dopo aver sparato diversi colpi di cannone contro l'Ancona che a causa dei danni riportati dovette rallentare sensibilmente la velocità, l'U-38, lanciò un siluro che centrò il piroscafo sulla parte destra della prua. Scatenatosi il panico a bordo, furono calate in acqua alcune scialuppe. Dal momento che la nave era ancora in movimento diverse di queste si rovesciarono durante la calata facendo cadere in acqua i passeggeri. I naufraghi, soccorsi da varie imbarcazioni tra le quali il posamine francese Pluton, furono portati a Biserta, Malta e Ferryville. Una scialuppa con a bordo 13 naufraghi dell'Ancona morti fu rinvenuta sulle coste dell'isola di Marettimo il 17 novembre. Complessivamente si contarono 206 morti, in maggior parte donne e bambini. Tra le vittime si contarono anche una decina di cittadini statunitensi. A bordo dell'Ancona erano state imbarcate anche una dozzina di casse di sovrane d'oro.

## Conseguenze
Avvenuto solo dopo sei mesi l'affondamento dell'RMS Lusitania al largo dell'Irlanda, l'affondamento dell'Ancona non fece che aumentare l'indignazione negli Stati Uniti per la guerra sottomarina senza restrizioni proclamata dagli Imperi centrali. Il Segretario di Stato americano Robert Lansing inviò una severa protesta a Vienna. Dopo un po' di ritardo l'Austria ammise che il suo comandante del sottomarino responsabile dell'affondamento aveva oltrepassato gli ordini ricevuti, ma al contempo dichiarò, come attenuante della sua azione, che credeva l'Ancona fosse una nave da guerra. L'Austria ammise che ad aver affondato l'Ancona era stato l'U-38, ma affermò altresì che furono sparati solo 16 colpi e non 100 come sostenuto dalle autorità italiane. Vienna sostenne inoltre che l'alto numero di vittime era dovuto al rovesciamento delle scialuppe, colpa non di un'azione austriaca, ma del fatto che erano state calate mentre il piroscafo era in movimento.
Dopo aver ricevuto nessuna risposta soddisfacente dal ministro degli esteri austro-ungarico Stephan Burián, nel dicembre 1915 gli Stati Uniti chiesero al governo asburgico di denunciare l'affondamento e punire il comandante dell'U-Boot responsabile. La Germania, allora preoccupata di mantenere la neutralità americana, consigliò a Burián di acconsentire alle richieste statunitensi, e Vienna alla fine accettò di pagare un indennizzo e assicurò a Washington che il comandante dell'U-Boot sarebbe stato punito, anche se questa promessa non avrebbe avuto esito, dal momento che era un ufficiale tedesco. Dopo la risoluzione del caso, il governo austro-ungarico chiese che i sottomarini tedeschi si astenessero dall'attaccare le navi passeggeri mentre battevano bandiera austriaca.
L'adesione diplomatica di Burián alle richieste americane fece infuriare il Grande Ammiraglio Anton Haus, comandante della marina austro-ungarica, che aveva sostenuto l'adozione di una linea dura dopo l'affondamento. Haus giustificò l'affondamento con il fatto che l'Ancona avrebbe potuto essere usata nel suo viaggio di ritorno dagli Stati Uniti per trasportare armamenti o emigranti italiani che tornavano a casa per arruolarsi nell'esercito. La decisione della Germania nell'aprile 1916 di sospendere la guerra sottomarina senza restrizioni pose fine al dibattito.

## Tentativo di recupero
Il relitto giace in acque internazionali, a 471 metri di profondità, raggiungibile con il batiscafo. Venne rilevato nel 1986 da una società francese che tentò invano di recuperare il carico stivato al suo interno. Nella sua stiva si trova un quantitativo di 133 mila sterline auree pari ad almeno una tonnellata di peso, stipate in 12 casse, dal valore corrente di circa 48 milioni di euro e rappresentavano il pagamento d'una partita di armi e munizioni che gli Stati Uniti avevano segretamente inviato all'Italia al momento della sua entrata in guerra. Nel 2007 una società statunitense, la Odyssey Marine Exploration, aveva depositato al Tribunale di Tampa in Florida una richiesta per impossessarsi del relitto. Dopo un contenzioso legale di 3 anni con il governo italiano, il 6 gennaio 2008, il Tribunale statunitensenon si è pronunciato sulla titolarità del relitto ed ha congelato la domanda di autorizzazione al recupero.